# سلوريات
الفصيلة السِّلَّوَرية أو فصيلة السِّلَّوَر أو السِّلَّوْرِيَّات أو الجِرِّيثِيَّات (Siluridae) فصيلة أسماك تنتمي إلى سلوريات الشكل. وثمة ما يقرب من 100 نوع حي من أنواع سمك الجريث.
وعلى الرغم من وجود أسماك الجريث في كثير من أنحاء أوربة وآسية، إلا أنها توجد بكثرة في منطقة جنوب شرق آسيا حيث يقل تنوعها بعد تخطي هذه المنطقة وصولاً إلى منطقة شرق آسيا معتدلة المناخ وشبه القارة الهندية وجنوب غرب آسيا وأوربَّة. ومن الأمور الواضحة أن أسماك السلور ليست موجودة في معظم أنحاء وسط آسيا. ويمكن تقسيم هذه الفصيلة إلى فئتين، هما الفرع الحيوي المنتمي إلى منطقة آسيا وأوروبا معتدلتي المناخ والفرع الحيوي الأكثر تنوعًا المنتمي إلى منطقة شرق وجنوب شرق آسيا شبه الاستوائية/الاستوائية.
ولا تمتلك أسماك الجريث هذه عمودًا فقريًا وراء زعنفتها الظهرية كما لا يوجد لديها زعنفة دهنية وتكون الزعانف الحوضية إما صغيرة الحجم أو غير موجودة. وتكون قاعدة الزعنفة الشرجية طويلة جدًا عادة. وأكبر الأنواع المنتمية لهذه الفصيلة هي سلور الدانوب.

## وصلات خارجية
- Fishbase - Siluridae[وصلة مكسورة]